# Anomis cosmioides
Anomis cosmioides är en fjärilsart som beskrevs av Walker 1857. Anomis cosmioides ingår i släktet Anomis och familjen nattflyn. Inga underarter finns listade i Catalogue of Life.